# Toloniumchloride
Toloniumchloride (INN) of toluïdine blauw (toluidine-blauw) is een blauwe basische kleurstof, die gebruikt wordt in de histologie.

## Test op lignine
Een oplossing van toloniumchloride wordt gebruikt voor het testen op lignine. Lignine bindt aan cellulosefibrillen en zorgt zo voor versterking en versteviging van de plantencelwanden. Als er lignine aanwezig is, kleurt het object blauwgroen.

## Ander histologisch gebruik
Toloniumchloride wordt vaak gebruikt voor het identificeren van mestcellen, waarbij het heparine in de granulen rood kleurt. Het wordt ook gebruikt voor het kleuren van proteoglycanen en glycosaminoglycanen in weefsels zoals bij kraakbeen. De sterk zure macromoleculaire koolhydraten van mestcellen en kraakbeen kleuren paars/rood door de blauwe kleurstof. Dit verschijnsel wordt metachromasie genoemd.
Alkalische oplossingen van toloniumchloride worden algemeen gebruikt voor het kleuren van semi-dunne (0,5 tot 1 μm) secties van in kunsthars gegoten weefsels. Bij een hoge pH (ongeveer 10) bindt de kleurstof aan nucleïnezuren en alle proteïnen. Alhoewel al het weefsel wordt gekleurd, zijn details duidelijk zichtbaar door de dunne laag van het weefsel.